# Max Winter

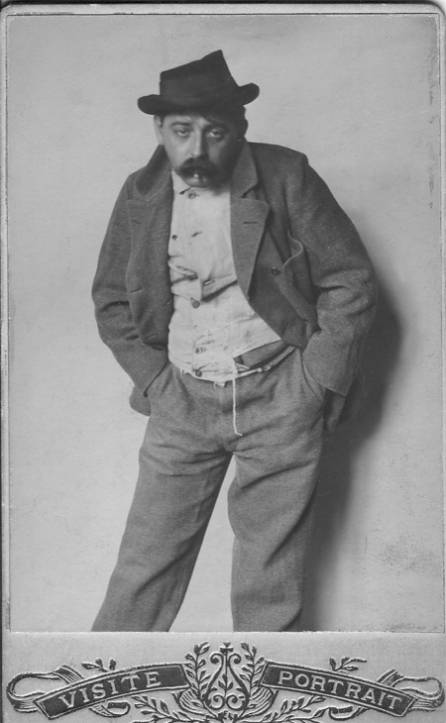
Max Winter, verkleidet als Obdachloser, im Zuge seiner Reportage für die Arbeiter-Zeitung über „Strotter“ im Jahre 1902

Max Winter (* 9. Jänner 1870 in Tárnok, Österreich-Ungarn; † 11. Juli 1937 in Los Angeles, Kalifornien, Vereinigte Staaten) war ein österreichischer Reporter, Journalist, Schriftsteller und Politiker. Er gilt als der Schöpfer der Sozialreportage im deutschsprachigen Raum. Sein Werk zeichnet sich durch eine beachtliche Vielfalt an Genres aus. Neben realitätstreuen und detailreichen Reportagen nach dem Motto „Aufklärung und Aufdeckung“ schrieb er Gedichte, Märchen, Bühnenstücke und auch einen Roman.
Sein Wirken wurde nach seiner Flucht vor den politischen Turbulenzen im Österreich zu Beginn der 1930er-Jahre rasch vergessen. Erst in den 1980er-Jahren wurde er als Pionier und Meister der Sozialreportage wiederentdeckt und wird seither in Lehrbüchern als Vorbild präsentiert. Seine Sozialreportagen haben das Genre sowohl thematisch als auch methodisch und formal entscheidend weiterentwickelt. Historiker erkennen in ihnen Vorläufer der modernen Alltagsgeschichtsforschung.

## Leben

### Jugend und frühes Schaffen
Max Winter wurde am 9. Jänner 1870 in Tárnok bei Budapest als Bruder von Fritz und Robert geboren. 1873 übersiedelte die Familie nach Wien, wo seine Mutter als Modistin und sein Vater als Oberoffizial bei den k.k. Staatsbahnen arbeitete. Nach Abschluss des letzten Pflichtschuljahres an einem Gymnasium absolvierte er eine Kaufmannslehre. Später begann er an der Universität Wien Nationalökonomie, Geschichte und Philosophie zu studieren, beendete diese Studien jedoch nicht.
Im Alter von etwa 23 Jahren begann er seine journalistische Karriere beim Neuen Wiener Journal. 1895 holte ihn Victor Adler zur Arbeiter-Zeitung, dem Zentralorgan der Sozialdemokratischen Arbeiterpartei (SDAP). Dort war er vorerst als Gerichtsreporter tätig und erfuhr die Bedeutung von klarer Beweisführung und intersubjektiver Überprüfbarkeit der Fakten, wie er sie in seinen späteren Reportagen erfolgreich anzuwenden wusste.
Winters Berichte und Reportagen waren geprägt von seiner politischen Ambition und dem Wunsch nach Verbesserung der Lebensbedingungen von Arbeitern und sozial geächteten Personen. Um beispielsweise über das Leben von Strafgefangenen zu berichten, ließ er sich, als Obdachloser verkleidet, ins Gefängnis werfen. Bekannt wurde auch seine 1902 erschienene Reportage mit dem Namen Ein Strottgang durch Wiener Kanäle, in der er über die „Kanalstrotter“ berichtete, die Knochen und Fett aus der Wiener Kanalisation fischten, um sie an die Seifenindustrie zu verkaufen. Um diesen im Untergrund nur schwer zu findenden Menschen auf die Spur zu kommen, verkleidete er sich als Strotter, mit Hut und ärmlicher Kleidung.
Bereits 1904 erschien eine Auswahl seiner Reportagen, wozu Alfred Polgar anerkennend meinte: Der Journalist hat sich sozusagen zum Schriftsteller summiert, aus Journalbeiträgen ist ein Buch geworden, und in ihm auch bereits einen Vertreter der Neuen Sachlichkeit, die erst in den 1920er Jahren ihre Blütezeit erlebt, zu erkennen glaubte.
1905 erschien Im unterirdischen Wien. Dieses Buch bestand zwar aus seinen Reportagen der letzten Jahre, war aber noch detail- und umfangreicher sowie großteils um- und neu formuliert. Es erschien in vier Auflagen. Im selben Jahr verfasste er gemeinsam mit Stefan Grossmann, mit dem er zeitweise intensive Korrespondenz betrieb, auch sein erstes Bühnenstück Eine g′sunde Person, das erfolgreich in Wiener Theatern aufgeführt wurde.
Für den Berliner Autor und Journalisten Hans Ostwald, der von 1904 bis 1908 das größte Projekt der Stadtforschung im deutschsprachigen Raum leitete und die Ergebnisse in Form einer fünfzigbändigen Buchreihe unter dem Titel Großstadt-Dokumente herausgab, verfasste Max Winter zwei Bände mit Reportagen: Das goldene Wiener Herz und Im unterirdischen Wien. Neben Max Winter waren aus Österreich Felix Salten und Alfred Deutsch-German an der Buchreihe beteiligt.
Von 1914 bis 1918 war Winter Chefredakteur der AZ am Abend, die nur während der Kriegsjahre erschien. Am 2. August 1919 heiratete er Josefine Lipa, die ihren Sohn Viktor mit in die Ehe brachte.

### Soziales und politisches Engagement
Aufgrund seines sozialen und politischen Engagements wurde Max Winter Mitglied der damaligen Sozialdemokratischen Arbeiterpartei Österreichs (SDAP). Von 1911 bis 1918 war er für sie Abgeordneter zum Reichsrat, dem gesamtstaatlichen Parlament Altösterreichs.
Beim Zerfall der österreichisch-ungarischen Monarchie wurde er, wie alle deutschen Reichsratsabgeordneten, von 21. Oktober 1918 bis 16. Februar 1919 Mitglied der Provisorischen Nationalversammlung für Deutschösterreich, die den Übergang von der Monarchie zur Republik beschloss.
Am 4. Mai 1919 wurde er auf der sozialdemokratischen Liste in den Wiener Gemeinderat gewählt und von diesem in den 30-köpfigen Stadtrat Reumann, den Exekutivausschuss, berufen; er wurde einer von drei Vizebürgermeistern. Als Experte für das Wohlfahrtswesen erreichte er im Stadtrat Beschlüsse zu den Grundlagen für jene Sozialpolitik, nach denen Julius Tandler später das auch heute noch beachtete Fürsorgesystem der Stadt schuf.
Als der Stadtrat mit 1. Juni 1920 abgeschafft und statt ihm vom Gemeinderat ein (kleinerer) Stadtsenat gewählt wurde, gehörte er diesem nicht mehr an, blieb aber bis 1923 Gemeinderat. Er widmete sich nun wieder verstärkt seinem sozialen Engagement zu. Mit 10. November 1920, dem Tag des Inkrafttretens der Bundesverfassung der Republik Österreich, wurde als zweite gesamtstaatliche Parlamentskammer der Bundesrat geschaffen. Ihm gehörte Winter, vom Wiener Landtag gewählt, als einer von zwölf Wiener Vertretern bis 1930 an.
Sein besonderer Ehrgeiz galt aber den Kinderfreunden: Er begründete 1917 auf Basis der seit 1908 regional bestehenden „Kinderfreunde-Bewegung“ den Reichsverein und war dessen Obmann bis 1930. Im August 1919 requirierte er für die Kinderfreunde Räumlichkeiten im Hauptgebäude des Schlosses Schönbrunn, wo nach Absegnung seiner Aktion durch den Gemeinderat im selben Herbst die Schönbrunner Erzieherschule, die private pädagogische Akademie der Kinderfreunde unter der Leitung von Otto Felix Kanitz, sowie ein Kinderheim eingerichtet wurden. An der dreijährigen Schule, die etwa der Oberstufe einer AHS entsprach, der aber kein Öffentlichkeitsrecht zugestanden wurde, unterrichteten unter anderem die Reformer Alfred Adler, Max Adler, Wilhelm Jerusalem, Marianne Pollak und Josef Luitpold Stern.
1923 sollte Winter für den Nationalratswahlkampf der Sozialdemokraten die Gründung einer nach außen hin unabhängigen Frauenzeitschrift unterstützen. Diese Zeitschrift, für die er den Titel Die Unzufriedene vorschlug, hätte nach dem Wahlkampf wieder eingestellt werden sollen, war aber so erfolgreich, dass sie 1930 eine Auflage von 160.000 Exemplaren erreichte und erst im Februar 1934 eingestellt wurde, nachdem die Sozialdemokratie vom österreichischen Ständestaat verboten worden war. (Die Zeitschrift wurde im Ständestaat als Das kleine Frauenblatt weitergeführt und erschien bis 1944 auch im NS-Regime.) Im selben Verlag erschienen auch die Wiener Groschenbüchel, die billigen Zugang zu hochwertiger Literatur wie etwa Gottfried Keller ermöglichten und die Verbreitung von „Schmutz- und Schundliteratur“ verhindern sollten.
1925 wurde Winter Präsident der Sozialistischen Erziehungs-Internationale. Im Jahr darauf initiierte er österreichweit die „Mühlsteinbüchereien“, Bibliotheken für Kinder. Der Name entstand als Reaktion auf ein Pamphlet von Zyrill Fischer OFM, Wien 1926, in dem dieser die Arbeit der Kinderfreunde verdammt hatte. Seinem Buch hatte Fischer Worte des heiligen Kinderfreunds vorangestellt, nämlich Evangelium nach Matthäus, Kapitel 18, Vers 6: „… Wer aber einem dieser Kleinen, die an mich glauben, Ärgernis gibt, dem wäre es besser, es würde ein Mühlstein an seinen Hals gehängt und er in die Tiefen des Meeres versenkt.“ Winter und andere Kinderfreunde riefen daraufhin sehr erfolgreich zu Spenden für „Mühlsteinbüchereien“ auf.
1929 verfasste er seinen einzigen Roman: Die lebende Mumie. Das Buch, das 1929 in Berlin veröffentlicht wurde, handelt von einem Mann, der 1925 in einen Tiefschlaf verfällt und erst 100 Jahre später wieder aufwacht – in einer Welt ohne Hunger, Not und Unterdrückung. Bemerkenswert sind auch weitere Details, die er für die Zukunft ausmalt: ein „vereintes Europa“ und „Fernsehapparate in den Wohnzimmern“. Am 14. März 1930 wurde Max Winter vom Wiener Gemeinderat auf Vorschlag des Stadtsenates unter Bürgermeister Karl Seitz ehrenhalber zum Bürger der Stadt Wien ernannt.
1933 war er Mitglied der Vereinigung sozialistischer Schriftsteller.
Insgesamt verfasste Max Winter rund 1.500 Reportagen, um Missstände durch stringente Beweisführung aufzuzeigen, das öffentliche Gewissen aufrütteln und die Verantwortlichen zum Handeln zu drängen. Stets untermauerte er seine Artikel mit Aktenbelegen und Archivmaterialien.

### Emigration und letzte Lebensjahre

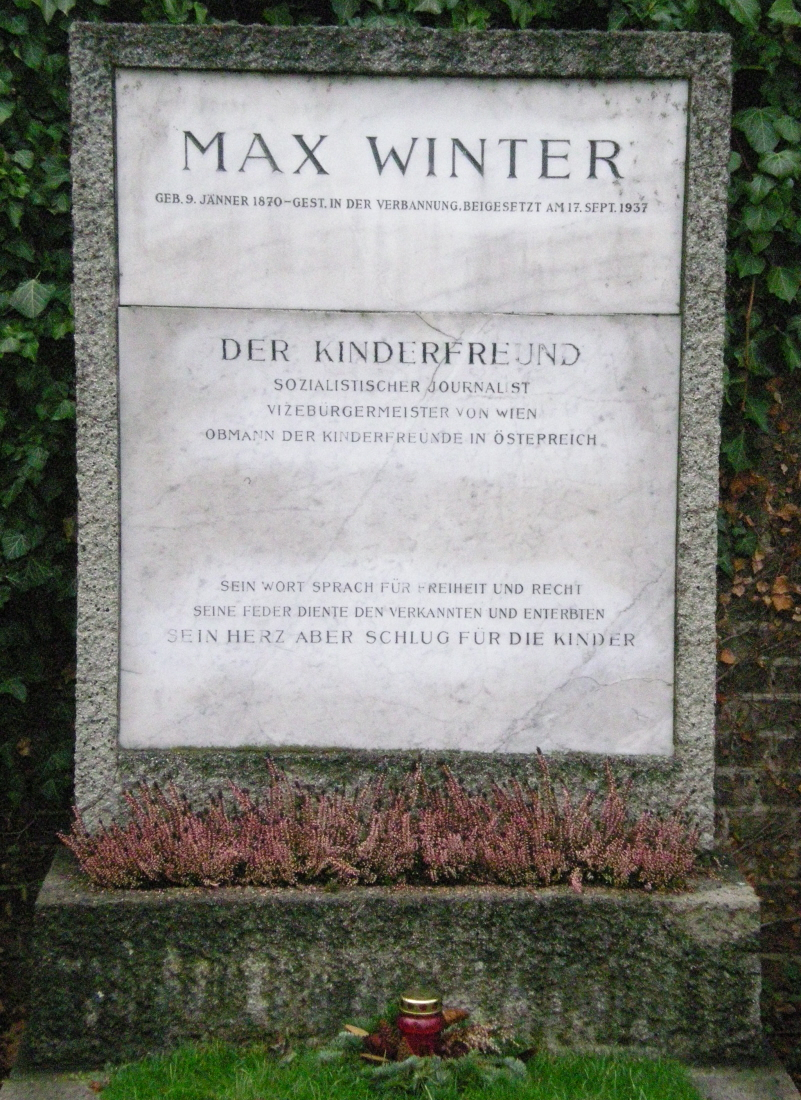
Max Winter – Grabstein

Für Mitte Februar 1934 hatte Max Winter, wie Anton Tesarek schrieb, eine Reise in die Vereinigten Staaten geplant. Und es gelang ihm auch abzureisen, obwohl am 12. Februar 1934 der vergebliche Aufstand von Sozialdemokraten gegen den Austrofaschismus begonnen hatte und die Sozialdemokratische Partei am gleichen Tag von der Bundesregierung Dollfuß verboten worden war. Er hatte eine Einladung zu einer Vortragsreise erhalten und fuhr über Zürich, Paris und London. In diesen Vorträgen war die politische Situation in Österreich ein zentrales Thema. Am 4. März 1934 sprach er in der Carnegie Hall in New York vor dreitausend Zuhörern, wobei er Engelbert Dollfuß einen „Arbeitermörder“ nannte. Da ein Angehöriger des österreichischen Konsulats anwesend war und in Wien Meldung machte, wurde ihm am 17. Dezember 1934 wegen „österreichfeindlichen Verhaltens im Ausland“ von der austrofaschistischen Regierung die Staatsbürgerschaft entzogen. Zu diesem Zeitpunkt war er bereits in Hollywood, wohin er im Juli des Jahres gezogen war. Dort versuchte er sich mittellos als Drehbuchautor und Journalist. Doch seine Drehbücher, die er an Max Reinhardt („The struggle for the sun“) und Charlie Chaplin schickte, hatten keinen Erfolg. Er bot sich auch als Märchenerzähler in Kindergärten an („Großvater erzählt“). Seine Californische Korrespondenz, später in Cosmopolitische Korrespondenz umbenannt, erreichte nur ein geringes Publikum. Da einige europäische Zeitungen Abonnements eingingen, die monatlich zwei Feuilletons und vier bis acht Notizen vorsahen, konnte er sich aber zumindest ein bescheidenes Einkommen sichern.
Am 11. Juli 1937 starb er einsam in einem Krankenhaus in Hollywood. Seine Bestattung fand im September auf dem Matzleinsdorfer Evangelischen Friedhof (Mauer links, Nr. 37) statt. Obwohl das Begräbnis geheim hätte bleiben sollen, kamen Tausende Menschen, begleitet von einem großen Polizeiaufgebot, zum Begräbnis.
Auf seinem Grabstein wurde nach 1945 folgende Inschrift angebracht:
Sein Wort sprach für Freiheit und Recht.
Seine Feder diente den Verkannten und Enterbten.
Sein Herz aber schlug für die Kinder.
Die Wienbibliothek im Rathaus verfügt über den Nachlass von Max Winter, der nicht nur aus seinen zahlreichen Publikationen, sondern auch aus seinen persönlichen Briefen an Verwandte und Bekannte besteht. Dazu kommen die Tagebücher, die unter anderem von seinen Deutschland-Reisen und von seiner Zeit im Exil berichten.

## Journalismuskonzept und Arbeitsweise
In einer Artikelserie für die Chemnitzer Volksstimme hat Max Winter 1914 seine Vorstellungen von Journalismus festgehalten. Darin formulierte er drei zentrale Forderungen: ausreichend Raum für die Reportage, Zeit für ausführliche Recherche und „Mut zur auffälligen Aufmachung der Vorkommnisse“.
In selbiger Serie bekundete er weiters, dass seinem Wunsch nach Journalisten „überall eindringen, selber neugierig sein, um die Neugierde anderer befriedigen zu können, alles mit eigenen Augen schauen und was man sich nicht zusammenreimen kann, durch Fragen bei Kundigen herausbekommen, dabei aber nie vergessen, mit welchen persönlichen Interessen der Befragte an die Sache gekettet ist und danach die Antwort einschätzen, werten, anwenden. Nie etwas besser wissen wollen, erst sich belehren lassen durch das Geschaute und Erfragte, Beobachtete und Nachgelesene, dann aber ein eigenes Urteil bilden.“ Gemäß seinem Credo „Die ungesündeste Luft für den Berichterstatter ist die Redaktionsluft“ soll der Berichterstatter „Tag und Nacht mitten im Strom dieses Lebens schwimmen“, gemeint ist das Leben „auf der Straße, in den Fabriken und Werkstätten, in den öffentlichen Gaststätten, in den Häusern und Wohnungen, auf den Sport- und Spielplätzen, in den Gerichtssälen, in den Polizeistuben, auf den Rettungswachen, in den Spitälern, Waisen- und Armenhäusern, in den Gefängnissen, in den Gemeindestuben“. „Er soll vor allem die Stadt kennen, in der er wirkt und er soll all ihren tausend Geheimnissen, Ungereimtheiten, all dem Unrecht und der Bedrückung, das in ihr Herberg hat, nachforschen und er wird nicht fertig werden bis an sein Lebensende. […] Journalisten müssten Sensationen zum Thema ihrer Berichterstattung machen, aber ganz andere als die Klatschblätter, nämlich soziale Sensationen.“ Denn „was die Menschen selber angeht, das lesen sie auch.“
Den klassischen journalistischen Vorgehensweisen fügte Max Winter auch sozialwissenschaftliche hinzu: die offene oder verdeckte teilnehmende Beobachtung, Gespräche mit und ohne Leitfaden. Daher nannte er seine Reportagen oft auch „Studien“, „Untersuchungen“, „Forschungs-“ oder „Inspektionsreisen“. Neben seinem Hauptarbeitsgebiet Wien führten ihn Reportagen in die gesamte Monarchie – in die Industriegebiete der Steiermark, zu den mährisch-schlesischen Webern oder den böhmischen Fabrikarbeitern. Auch von seinen Reisen nach Deutschland, Italien, Frankreich, Spanien oder England wusste er zu berichten.
Seine akribische Quellenrecherche und methodische Vielfalt fand in Verkleidungen und Identitätswechseln, aber auch unkonventionellen Recherchen am Ort des Geschehens Ausdruck. Für seine Reportage „Zwischen Iser und Neisse“ (1900) unternahm er eine 16-tägige Wanderung, um unangekündigt Fabriken zu besuchen. So konnte er die Praxis der Unternehmerverbände umgehen, die bei angekündigten Prüfungen durch das Gewerbeinspektorat rechtzeitig die Firmen vorwarnten, damit diese kurzfristig die schlimmsten Missstände beseitigen konnten.
Zwischen 1905 und 1908 arbeitete er, nebenbei zu seinen laufenden Arbeiten, an der Reportage „Die Blutsauger des Böhmerwaldes“. Hierfür sammelte er Beschwerdebriefe, Artikel aus Archiven, untersuchte Pachtverträge, studierte Gesetzestexte und befragte Vertrauenspersonen vor Ort. Seine „Inspektionsreisen“ zu den Fabriken im Böhmerwald unternahm er alleine und zu Fuß. Die Ergebnisse veröffentlichte er zwischen 9. August und 6. September in einer achtteiligen Serie in der Arbeiter-Zeitung.
Zu einem seiner größten journalistischen Erfolge wurde „Der Fall Hofrichter“ aus dem Jahre 1910. Darin deckte er Missstände und Willkür der Militärgerichtsbarkeit so überzeugend auf, dass diese in der Folge reformiert werden musste. Den für diese Reportage beträchtlichen Rechercheaufwand vermerkt er im Text, um die Arbeit hinter solch einem Journalismus sichtbar zu machen. Zugleich sicherte ihm die Offenlegung seines Verfahrens und Vorgehens auch Glaubwürdigkeit und Respekt.

## Ehrungen

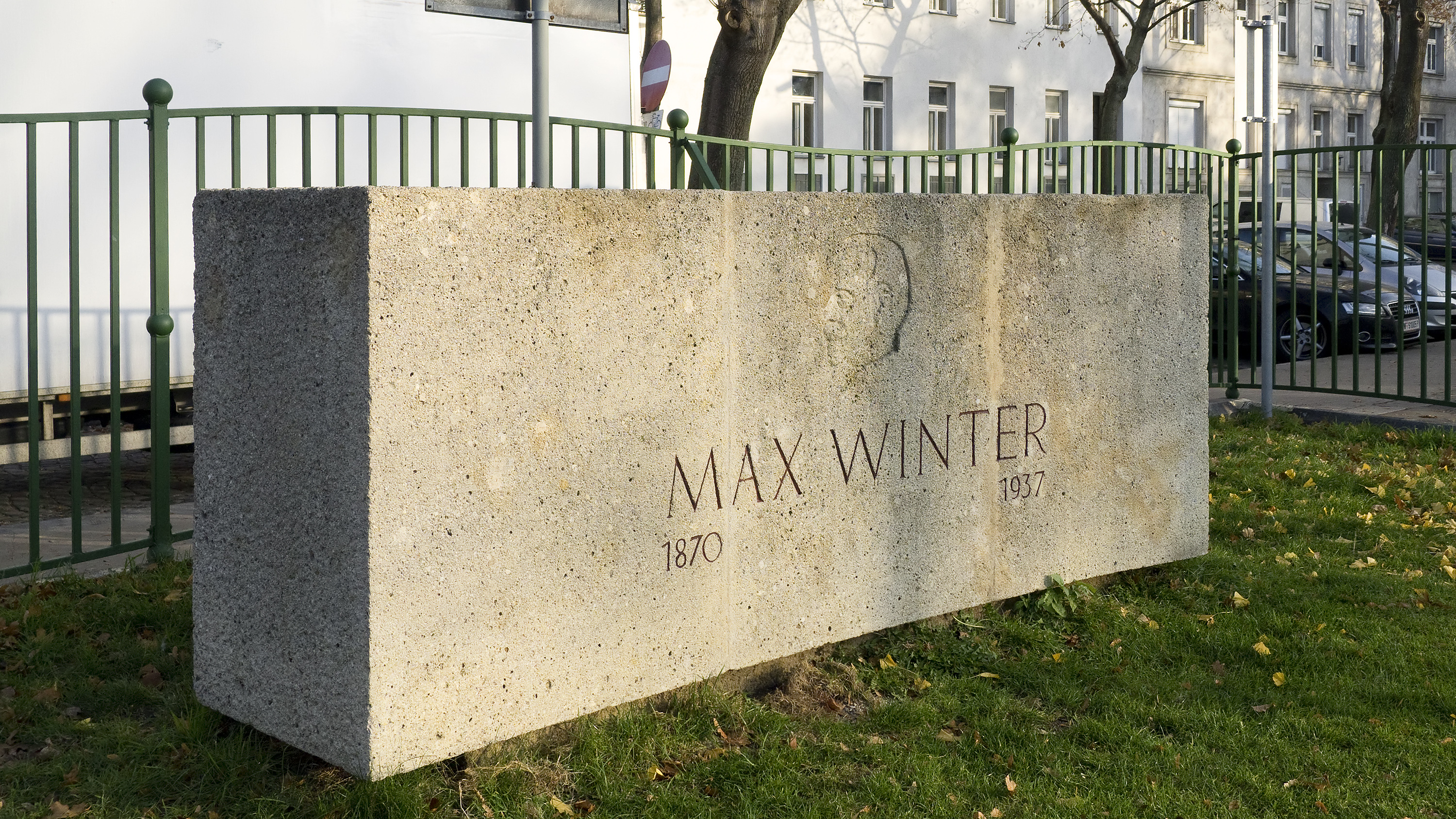
Schlichtes „Denkmal“ für Max Winter im Max-Winter-Park

Im Jahr 1949 wurde im 2. Wiener Gemeindebezirk, Leopoldstadt, der Sterneckplatz zum Max-Winter-Platz umbenannt. Auf diesem Platz befinden sich eine Schule und der im selben Jahr errichtete Max-Winter-Park mit Spiel- und Sportplätzen, einem Wasserspielplatz und einem Denkmal Max Winters.
Die Wiener soziale Einrichtung Haus Max Winter wurde 2010 nach ihm benannt.

## Werke
Zeitungsreportagen (Auswahl von frühen Werken):
- Die Katastrophe in Brüx. Arbeiter-Zeitung, Wien, Nr. 200–203, 24.–27. Juli 1895[9][10][11][12]
- Im Zeichen der rothen Laterne – Ein Tag bei der Rettungsgesellschaft. Arbeiter-Zeitung Nr. 355; 1896
- Eine Nacht im Asyl für Obdachlose. Arbeiter-Zeitung Nr. 355; 1898
- Berliner und Wiener Asylhäuser. Arbeiter-Zeitung vom 8. Jänner 1899
- Pariser Spaziergänge. Arbeiter-Zeitung Nr. 186, 192, 199, 206, 213; 1900
- L.S.W. Ein Tag Lagerhausarbeiter. Arbeiter-Zeitung, Wien, Nr. 353, vom 25. Dezember 1900[13]
- Höhlenbewohner in Wien. Arbeiter-Zeitung Nr. 218; 1901
- Bauet Obdachlosenasyle! Arbeiter-Zeitung Nr. 354; 1901

in Buchform veröffentlichte Reportagen (Auswahl):
- Zwischen Iser und Neisse. Bilder aus der Glaskleinindustrie Nordböhmens. Wien 1900
- Im dunkelsten Wien. 1904
- Das goldene Wiener Herz. Berlin 1904, als Band 11 der Reihe „Großstadt-Dokumente“
- Im unterirdischen Wien. Berlin 1905, als Band 13 der Reihe „Großstadt-Dokumente“
- Meidlinger Bilder. Wie Minister wohnen. Wien 1908
- Der Fall Hofrichter. Aus dem Notizbuch eines Journalisten München 1910
- Sanitäre Maßnahmen der Staatsbehörden anläßlich der Choleraerkrankungen in Wien. 1910
- Ich suche meine Mutter. Die Jugendgeschichte eines „eingezahlten Kindes.“ München 1910
- Soziales Wandern. Wien 1911
- Der österreichisch-ungarische Krieg in Feldpostbriefen. München 1915
- Höhlenbewohner in Wien. Brigittenauer Wohn- und Sittenbilder aus der Luegerzeit. Wien 1927

Bühnenstücke:
- Eine g′sunde Person. 1905 (mit Stefan Grossmann)
- Bettelleut. 1906

Roman:
- Die lebende Mumie. Ein Zukunftsroman aus dem Jahr 2025. Berlin 1929